# Reality Z
Reality Z este un serial de televiziune streaming de horror brazilian bazat pe miniseria britanică de televiziune Dead Set. A fost produs în parteneriat cu Conspiração Filmes și este regizat de Cláudio Torres. 
Primul sezon are 10 episoade și a avut premiera pe Netflix la 10 iunie 2020.

## Intrigă
Emisiunea reality show de succes Olimp - unde concurează TK, Jessica, Augusto, Marcos, Veronica, Madonna și Cleide - a fost întreruptă brusc atunci când o apocalipsă zombie începe în Rio de Janeiro, forțând echipa de producția și distribuția să rămână închise în studiouri. Producătorul Nina conduce lupta împotriva monștrilor. 

## Distribuție

### Roluri principale
- Ana Hartmann ca Nina
- Emílio de Mello ca deputat brazilian Alberto Levi
- Carla Ribas ca Ana Schmidt
- Ravel Andrade ca Leo Schmidt
- Guilherme Weber ca Brand
- Luellem de Castro ca Teresa
- João Pedro Zappa ca TK
- Hanna Romanazzi ca Jessica
- Isus Luz ca Lucas
- Pierre Baitelli ca ofițer de poliție Robson
- Leandro Daniel ca Augusto
- Gabriel Canella ca Marcos
- Natália Rosa ca Veronica
- Wallie Ruy ca Madonna
- Arlinda Di Baio - Cleide
- Julia Ianina - Cristina

### Invitați speciali
- Sabrina Sato ca Davina McCall
- Leda Nagle ca Nora Werneck
- Cinnara Leal - Clara
- Erom Cordeiro ca Marcelo
- Bruno Bellarmino ca Tysson
- Saulo Arcoverde ca Eric
- Thelmo Fernandes ca Peixe
- Mariah de Moraes ca producător asistent
- André Dale ca José Peixoto
- Charles Fricks ca Dr. Fábio Lima

## Episoade
| Nr. | Titlu              | Regizat de | Scris de | Data lansării |
| --- | ------------------ | ---------- | -------- | ------------- |
| 1   | „Olympus”          |            |          | 10 iunie 2020 |
| 2   | „The Show is Over” |            |          | 10 iunie 2020 |
| 3   | „Grocery Store”    |            |          | 10 iunie 2020 |
| 4   | „Zeus”             |            |          | 10 iunie 2020 |
| 5   | „The End”          |            |          | 10 iunie 2020 |
| 6   | „Wild Thing”       |            |          | 10 iunie 2020 |
| 7   | „The Calling”      |            |          | 10 iunie 2020 |
| 8   | „The Future”       |            |          | 10 iunie 2020 |
| 9   | „The Gate”         |            |          | 10 iunie 2020 |
| 10  | „Be Human”         |            |          | 10 iunie 2020 |

## Producție

### Dezvoltare
La 24 aprilie 2019, serialul a fost anunțat de Charlie Brooker, creatorul Dead Set pe Netflix, la evenimentul Rio2C (Rio Creative Conference) din 2019.

### Casting
Alături de anunțul inițial, a fost dezvăluit că actorii Guilherme Weber, Jesus Luz, Ana Hartmann, Emilio de Mello, Carla Ribas, Luellem de Castro, Ravel Andrade și Wallie Ruy, vor face parte din distribuție și Sabrina Sato ca invitat special.